# Leonore Gewessler
Leonore Gewessler (ur. 15 września 1977 w Grazu) – austriacka polityk i działaczka społeczna, w latach 2014–2019 dyrektor zarządzająca Global 2000, posłanka do Rady Narodowej, w latach 2020–2025 minister w rządzie federalnym.

## Życiorys
Uzyskała licencjat z zakresu nauk politycznych na Uniwersytecie Wiedeńskim. Pracowała jako kierownik biura w administracji wiedeńskiej dzielnicy Neubau. W latach 2008–2014 pełniła funkcję dyrektora Green European Foundation w Brukseli. Od 2014 do 2019 zarządzała austriacką organizacją ekologiczną Global 2000. Zasiadała w zgromadzeniu ogólnym Fundacji im. Heinricha Bölla, współpracowała również z ruchem Friends of the Earth International.
Przed wyborami w 2019 otrzymała drugie miejsce na liście federalnej Zielonych – Zielonej Alternatywy. W wyborach tych uzyskała mandat posłanki do Rady Narodowej XXVII kadencji, objęła funkcję wiceprzewodniczącej klubu parlamentarnego swojej partii. Do niższej izby austriackiego parlamentu została wybrana również w 2024.
W styczniu 2020 została powołana na ministra w drugim rządzie Sebastiana Kurza, odpowiedzialnego m.in. za transport i innowacje. Po modyfikacji struktury gabinetu zgodnie z wcześniejszymi ustaleniami została ministrem klimatu, środowiska, energii, mobilności, innowacji i technologii. Pozostała na dotychczasowej funkcji w październiku 2021, gdy nowym kanclerzem został Alexander Schallenberg, a także w grudniu 2021, gdy na czele gabinetu stanął Karl Nehammer. Urząd ten sprawowała do marca 2025.